# Iona Nikitchenko
Pour les articles homonymes, voir Iona.
Iona Timofeïevitch Nikitchenko (en russe : Иона Тимофеевич Никитченко), né le 28 juin 1895 à Touzloukov (oblast de Rostov) et mort le 22 avril 1967 à Moscou, est un militaire et juge soviétique. Entre 1936 et 1939, il participe activement aux procès truqués de Moscou. En 1945 et 1946, il siège au procès de Nuremberg.

## Biographie
Iona Nikitchenko nait le 28 juin 1895 dans le village de Touzloukov, dans la région de Bagaïev (oblast de Rostov), de parents d'origine paysanne qui ne possèdent pas de biens. Il suit les cours de l'école communale jusqu'en 1908, et poursuit sa scolarité au lycée agricole Novotcherkassk. Pendant ses études, il travaille dans un magasin industriel et donne des cours particuliers. Il adhère au parti bolchevik en 1916 et participe à la révolution de 1917. En 1928, il est diplômé de la première Université gouvernementale à Moscou en 1928.
Chef militaire de la Garde rouge de Novotcherkassk entre novembre 1917 et février 1918, Iona Nikitchenko arrive à la tête du département secondaire d'information et de correspondance du département politique de la Quatrième Armée et du groupe militaire du Sud de 1918 à 1920. Nommé vice-président du tribunal militaire du groupe militaire de Semirechensk en mai 1920, il préside le tribunal en septembre de la même année. Il est nommé membre de la commission du tribunal militaire du front du Turkestan en mars 1922, puis chef du même tribunal en mars 1923. Un an plus tard, il est envoyé à Moscou pour siéger au tribunal militaire de la région militaire de Moscou. Il est chef de ce tribunal de 1926 à 1930. Il travaille ensuite comme chef adjoint au collège militaire du tribunal principal de l'Union soviétique jusqu'en 1938. 
Pendant les Grandes Purges staliniennes, il condamne nombre d'innocents lors des procès de Moscou, procès-spectacles organisés sur ordre de Staline. En août 1936, il participe notamment au procès organisé contre Lev Kamenev et Grigori Zinoviev, des responsables politiques soviétiques connus qui avaient tenté de s'opposer à Staline, et les condamne à la peine de mort. En septembre 1938, il est nommé vice-président du tribunal principal en septembre 1938. 
En août 1941, il est envoyé sur le Front Nord-Sud comme responsable de l'organisation des tribunaux militaires. Il est ensuite commandant général de la jurisprudence en mars 1943. 
En juin 1945, Iona Nikitchenko est envoyé à Londres par le gouvernement soviétique pour discuter des procédures contre les principaux criminels nazis avec les représentants des États-Unis, du Royaume-Uni et de la France. Il est membre du Tribunal militaire international et participe aux procès de Nuremberg jusqu'en octobre 1946 en tant que juge principal de la délégation soviétique. Il participe et préside le procès du 20 novembre 1945 au 1er octobre 1946 et son rôle ne fait pas l'objet de suspicions de la part des historiens non révisionnistes. Parmi les juges, il est partisan de la condamnation des accusés aux peines les plus lourdes, notamment la peine de mort, et s'oppose notamment à l'acquittement d'Hans Fritzsche.
Très peu d'informations existent sur ses activités après sa participation au procès de Nuremberg, ce qui laisse supposer à la BBC qu'il aurait pu être victime d'une disparition forcée après avoir échoué à faire condamner tous les accusés à la peine capitale.
Il est décoré de l'ordre du Drapeau rouge, l'ordre de l'Étoile rouge et l'ordre de la Seconde Guerre mondiale.

## Opinions en matière légale
Ses opinions se reflètent dans son explication de la perspective soviétique au sujet du procès de Nuremberg : « Ici, nous avons les criminels principaux de la guerre qui ont déjà été déclarés coupables par les déclarations de Moscou et de Yalta et par les chefs des gouvernements alliés [...] L'idée principale est de procurer la punition rapide et juste pour leurs crimes. » (29 juin 1945). Le même jour, il affirme que : « Si [...] le juge doit être impartial, le résultat ne sera que des retards non nécessaires. »
Les actions de Nikitchenko viennent confirmer ses opinions dans le procès de Nuremberg. Il s'oppose à trois acquittements et exige la peine de mort pour Rudolf Hess — condamné à la prison à vie.